# تيرنو باه
تيرنو باه (بالفرنسية: Thierno Bah)‏ (5 أكتوبر 1982 غينيا - ) هو لاعب كرة قدم غيني، شارك في كأس الأمم الأفريقية 2012.

## روابط خارجية
- تيرنو باه على موقع قاعدة بيانات كرة القدم.إي يو (الإنجليزية)
- تيرنو باه على موقع ناشيونال فوتبول تيمز (الإنجليزية)
- تيرنو باه على موقع Soccerway.com (الإنجليزية)
- تيرنو باه على موقع عالم كرة القدم.نت (الإنجليزية)